# Pomnik Operacji Anthropoid
Pomnik Operacji Anthropoid (cz. Památník Operace Anthropoid) – pomnik w praskiej dzielnicy Libeň, upamiętniający zamach na protektora Czech i Moraw Reinharda Heydricha w czasie II wojny światowej.  

## Opis
Pomnik Operacji Anthropoid został zaprojektowany jako monumentalny symbol determinacji, męstwa i świadomości niebezpieczeństwa czynu, którego dokonali czechosłowaccy spadochroniarze Jozef Gabčík i Jan Kubiš 27 maja 1942 roku. Forma pomnika powstała w wyniku otwartego konkursu architektonicznego, ogłoszonego przez Urząd Dzielnicy Praga 8, którego zwycięzcą został wspólny projekt rzeźbiarzy Davida Moješčíka i Michala Šmerala oraz architektów Miroslavy Tůmovej i Jiříego Gulbisa. 
Podstawową ideą pomnika jest symbol trójkąta czechosłowackiej flagi, z trzema postaciami stojącymi na jego krawędzi w postawie niemal samobójczej, odpowiadającej dokonanemu czynowi. Dwie przedstawiają czechosłowackich żołnierzy w hełmach, a trzecia czechosłowackiego cywila w kapeluszu, która odegrała niezastąpioną rolę w czechosłowackim ruchu oporu przeciwko Niemcom i ich kolaborantom. Wygląd postaci inspirowany jest rysunkiem Człowiek witruwiański, autorstwa włoskiego artysty i uczonego Leonarda da Vinci. Żołnierze i cywil przedstawieni są realistycznie, jednak bez cech portretowych konkretnych osób. Poprzez kompozycję i powtarzalność nawiązują do seryjności człowieka jako „produktu” przeznaczonego do walki i są aluzją o prawdziwym bohaterstwie, w którym tylko ludzie autentycznie odważni wyróżniają się z tłumu i ostatecznie stają się „nieznanym żołnierzem” historii.
Kolumna ze stali kortenowskiej o przekroju trójkątnym wzorowana jest na kształcie czechosłowackiej flagi, co widać także w przestrzeniach pomiędzy figurami. Ostre krawędzie symbolizują ostrze miecza, niebezpieczeństwo i zniszczenie dyktatury powodującej upokorzenie i cierpienie. Z tego względu na ściankach kolumny zastosowano surową blachę, która ma dawać wrażenie szorstkości, a jej korodujący charakter nawiązuje do zniszczonej państwowości czechosłowackiej. Kolumna to bryła geometryczna stanowiąca podstawę dla trzech postaci, które wyglądają tak jakby zaraz miały spaść z jej krawędzi w otchłań.
W ziemi przed pomnikiem znajduje się tablica z brązu z napisem: „27 maja 1942 roku o godzinie 10:35 bohaterscy czechosłowaccy spadochroniarze Jan Kubiš i Josef Gabčík dokonali jednego z najważniejszych aktów oporu w II wojnie światowej – zabójstwa przedstawiciela protektora Rzeszy Reinharda Heydricha. Nigdy nie udałoby im się zrealizować swojego zadania bez pomocy setek czeskich patriotów, którzy za swoją odwagę zapłacili życiem”. Fundatorem budowy Pomnika Operacji Anthropoid odsłoniętego w maju 2009 roku, były władze dzielnicy Praga 8, a całkowity koszt jego budowy wyniósł 5 milionów koron.

## Galeria

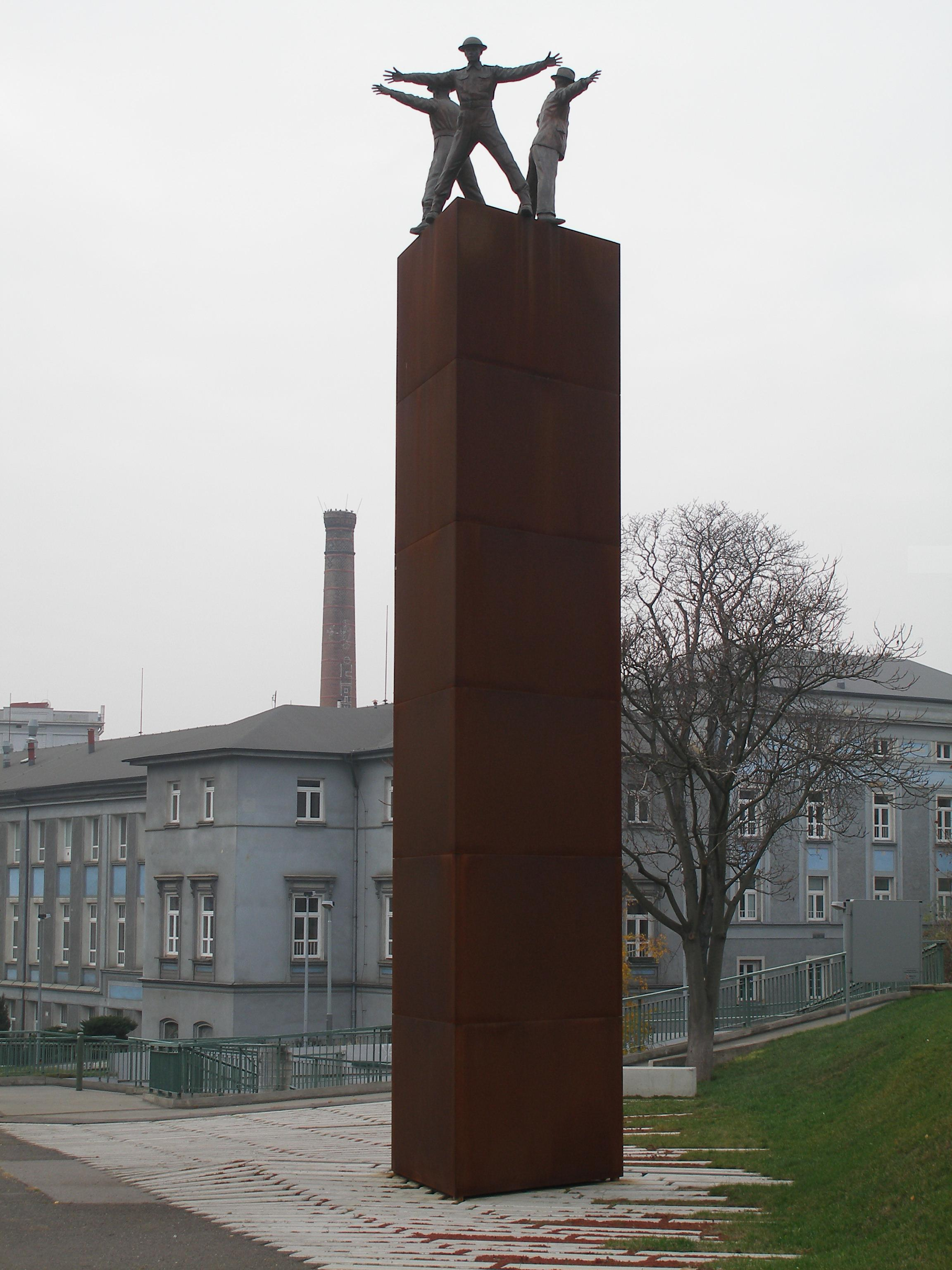
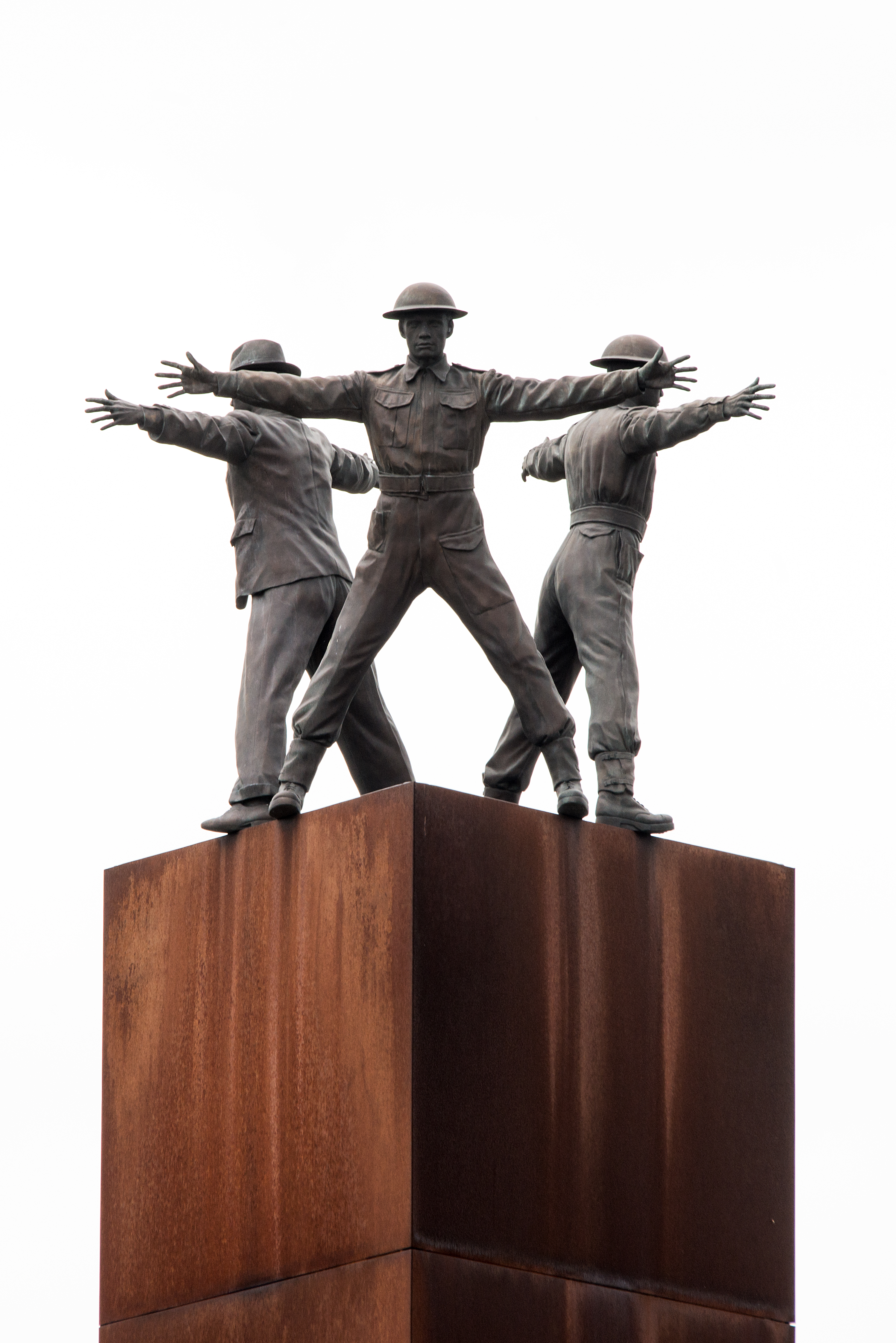
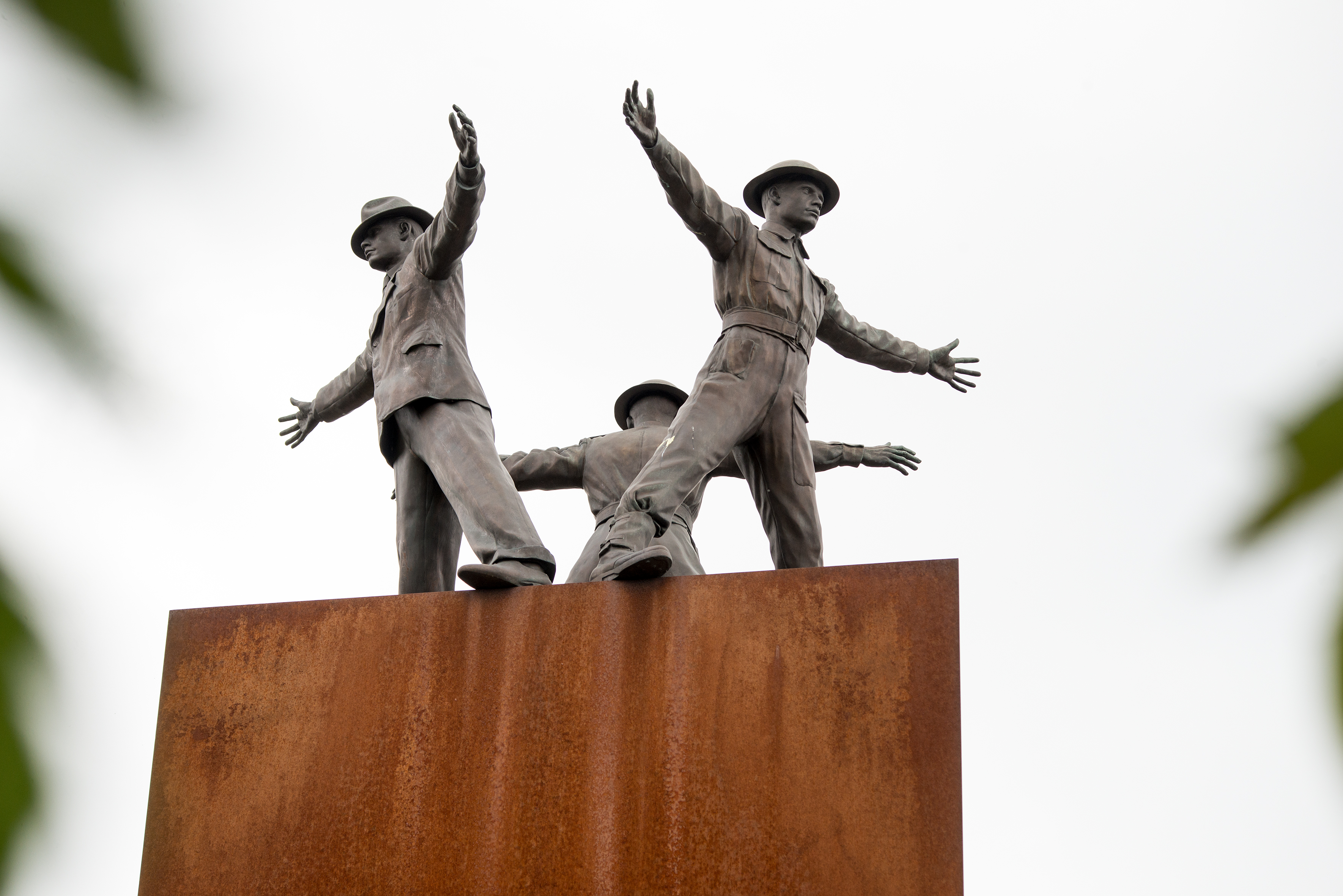
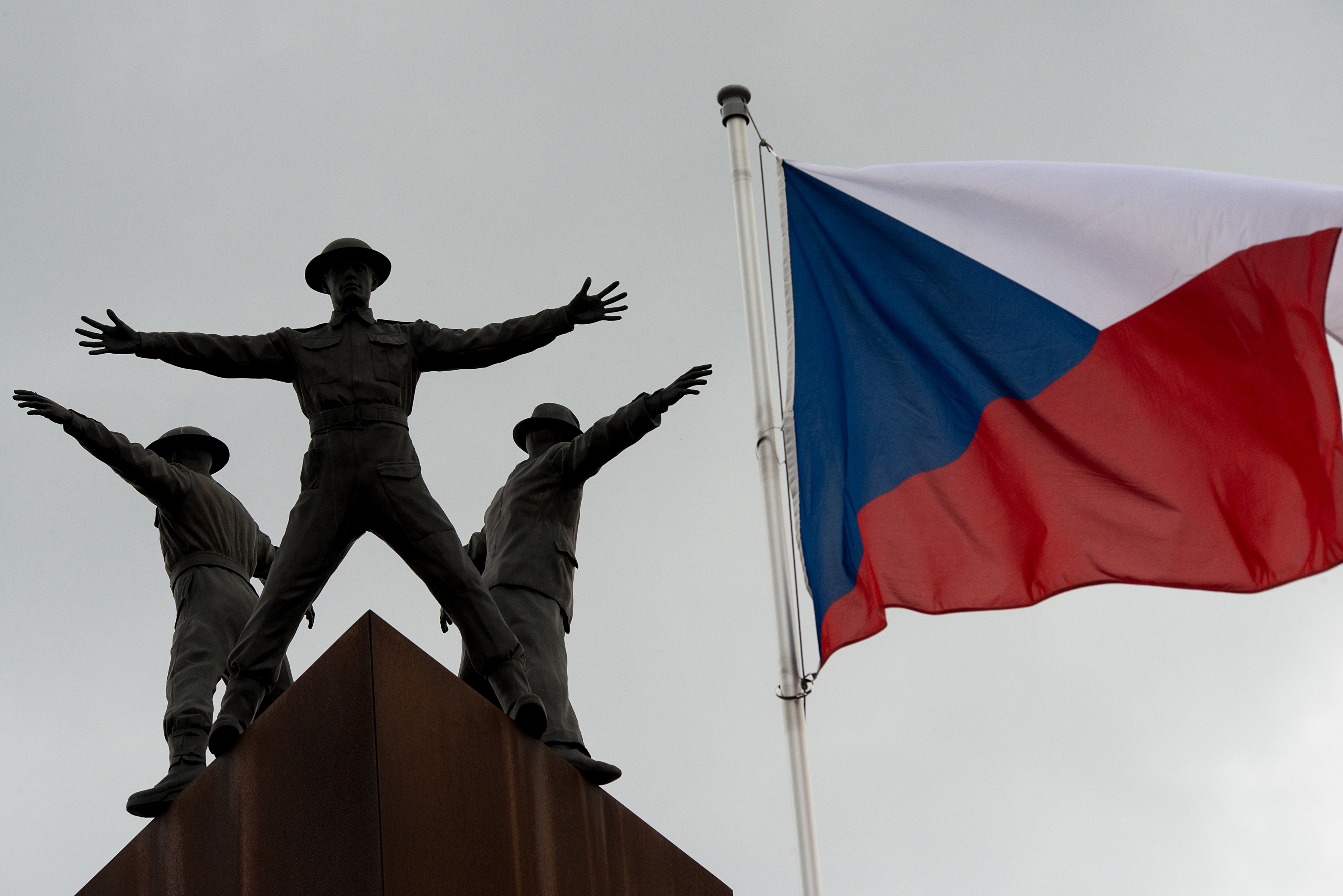